# Vedat
Vedat ist ein türkischer männlicher Vorname arabischer Herkunft mit der Bedeutung „Liebe“, „Freundschaft“.

## Namensträger
- Vedat Albayrak (* 1993), türkischer Judoka
- Vedat Bora (* 1995), türkischer Fußballspieler
- Vedat Çorlu (* 1964), türkischer Verleger und literarischer Übersetzer
- Vedat Dalokay (1927–1991), türkischer Politiker und Architekt
- Vedat Erbay (* 1967), türkischer Bogenschütze
- Vedat Erincin (* 1957), türkisch-deutscher Schauspieler und Theaterregisseur
- Vedat İnceefe (* 1974), türkischer Fußballspieler
- Vedat Karakuş (* 1998), türkischer Fußballspieler
- Vedat Okyar (1945–2009), türkischer Fußballspieler
- Vedat Tek (1873–1942), türkischer Architekt
- Vedat Türkali (1919–2016), türkischer Schriftsteller
- Vedat Vatansever (* 1969), türkischer Fußballspieler